# Finn Florijn
Finn Florijn (Leida, 29 novembre 1999) è un canottiere olandese, campione olimpico nel 4 di coppia a Parigi 2024.
È figlio di Ronald Florijn, a sua volta campione olimpico nel due di coppia a Seul 1988 e nell'otto con a Atlanta 1996, e Antje Rehaag, canottiera tedesca che ha gareggiato ad Atlanta 1996 laureatasi campionessa mondiale nell'otto con a Indianapolis 1994.
Anche la sorella Karolien ha vinto l'oro olimpico a Parigi nel singolo.

## Palmarès
- Giochi olimpici

Parigi 2024: oro nel 4 di coppia;
- Campionati del mondo di canottaggio

Belgrado 2023: oro nel 4 di coppia.
- Campionati europei di canottaggio

Bled 2023: argento nel 4 di coppia.